# 京航办事处
京航街道，是中华人民共和国河南省郑州市管城回族区下辖的一个乡镇级行政单位。

## 行政区划
京航街道下辖以下地区：
大王庄村、大孙庄村、吴庄村、石王村、能庄村、任楼村、蒋冲村、黄商村和阎坟村。